# Gabriel Bömeln
Gabriel Bömeln (ur. 22 lipca 1658 w Gdańsku, zm. 25 marca 1740 tamże) – prawnik i dyplomata oraz burmistrz i burgrabia królewski Gdańska.

## Życiorys
Gabriel Bömeln urodził się w 1658 roku w Gdańsku. Jego ojcem był burmistrz Gdańska Georg Bömeln (zm. w 1676), a matką Justina Gabriel-Sielmann. W 1672 roku studiował prawo na Uniwersytecie Królewieckim. Następnie wyjechał do Poznania, aby uczyć się języka polskiego, a potem odbył tradycyjną podróż edukacyjną do Holandii, Anglii i Francji. W 1683 roku przybył do Warszawy na naukę i praktykę sądową oraz polityczną, by przygotować się do pracy w administracji gdańskiej. W 1692 roku notowany był w Gdańsku jako prawnik, w latach 1692–1699 jako ławnik, w 1700-1707 jako radny, w 1712 i 1732 jako burgrabia królewski, a w 1708 jako burmistrz, którym pozostawał do śmierci w roku 1740 . We Wrzeszczu założył barokową rezydencję, której pozostałością jest obecny Park Uphagena.
W 1700 roku został wysłany do Paryża na czele poselstwa w celu zawarcia porozumienia z Ludwikiem XIV, który był niechętny Gdańskowi z powodu wrogiego stosunku miasta do księcia Conti Franciszka Ludwika Burbona wybranego na króla Polski w 1697 roku. Książę przybył po elekcji do Gdańska, lecz został zmuszony do wycofania się przez wojska jego kontrkandydata, elektora saskiego Fryderyka Augusta I, którego wspierała Brandenburgia i Rosja, a finansował żydowski bankier Issachar Berend Lehmann. Pomimo wielomiesięcznych, gorliwych starań i przeprosin ze strony Bömelna, negocjacje nie przyniosły satysfakcjonującego rezultatu. W 1703 roku pertraktował ze zbliżającym się do Gdańska na czele wojsk szwedzkich generałem Magnusem Stenbockiem. W latach 1705–06 udało mu się doprowadzić do satysfakcjonującego zakończenia negocjacji z Anglią w sprawie statusu prawnego angielskich kupców w Gdańsku .
Za sprawą burmistrza Gabriela Bömelna, podczas wojny o sukcesję polską w latach 1733-1735, Gdańsk od początku stał jednoznacznie po stronie legalnie wybranego na króla Polski Stanisława Leszczyńskiego. Jego wybór uczczono uroczystościami miejskimi i dziękczynnymi modlitwami. Sasko-rosyjska agentura w Gdańsku, której przewodził burmistrz Abraham Groddeck, została unieszkodliwiona. Pomimo gróźb rezydentów Rosji i Saksonii, do miasta przybył sam król, a rezydenci zostali wypędzeni. 76-letni Gabriel Bömeln stanął na czele reaktywowanej Rady Wojennej Gdańska, przewodząc obronie miasta przed wojskami rosyjskimi i saskimi. Z powodu braku obiecanej poważnej pomocy ze strony Francji i zdrady Prus, po długotrwałych walkach Gdańsk skapitulował. Negocjacje prowadzone przez władze miasta z rosyjskim dowódcą, marszałkiem Burkhardem Christophem Münnichem doprowadziły do łagodniejszych warunków kapitulacji, niż pragnęli tego Sasi. Gdańsk musiał uznać za króla Polski Augusta III Sasa i doprowadzić do porozumienia z nim, co osiągnięto rok później. Królewskim komisarzem generalnym w Gdańsku od 1736 roku został Konstanty Unrug, mąż Agaty Justyny, córki Gabriela Bömelna i jego żony Agaty Schröder.